# منتخب المجر لكأس فيد
منتخب المجر لكأس فيد هو ممثل المجر الرسمي في كرة المضرب في كأس فيد.